# Колосок Богдан Віталійович
Богдан Віталійович Колосок (нар. 19 квітня 1940, Луцьк Волинської обл.) — український архітектор, історик, краєзнавець, пам'яткознавець, громадський діяч. Кандидат архітектури.

## Життєпис
Освіта:
- 1947—1957 — Луцька СШ № 1, яку закінчив зі срібною медаллю.
- 1957—1963 — Архітектурний факультет Київського інженерно-будівельного інституту. Київ, бульвар Шевченка, 78 (Київський національний університет будівництва і архітектури, Повітрофлотський проспект, 31).
- 1964—1966 — Вечірній університет марксизму-ленінізму. Луцьк.
- 1967 — Курси англійської мови.
- 1969 — Всесоюзні курси підвищення кваліфікації з містобудування при Московському архітектурному інституті.
- 1970—1973 — Аспірантура Науково-дослідного інституту теорії, історії та перспективних проблем радянської архітектури в м. Києві.
- 1975—1977 — Народний університет правових знань в м. Києві.
- 1977 — Курси німецької мови.

Виробнича та наукова діяльність:
- 1962—1963 — Архітектор Волинського міжколгосппроекту (під час навчання в інституті).
- 1963—1970 — Архітектор, головний архітектор проектів Волинської філії ДІПРОМІСТ (Луцьк).
- 1970—1982 — Аспірант, молодший науковий співробітник, старший науковий співробітник, вчений секретар Науково-дослідного інституту теорії, історії і перспективних проблем радянської архітектури в місті Києві (КиївНДІТІ).
- 1982—1983 — Заступник голови правління Українського товариства охорони пам'яток історії та культури.
- 1983—1992 — Старший науковий співробітник, провідний науковий співробітник КиївНДІТІ-КиївНДІТІАМ.
- 1992—2015 — Вчений секретар, завідувач сектору, вчений секретар Центру пам'яткознавства НАН України та УТОПІК.
- 2003—2006 — заступник директора з наукової роботи КиївНДІТІАМ.

Працюючи в КиївНДІТІ-НДІТІАМ обстежив десятки населених пунктів України і Молдови з метою виявлення об'єктів історико-культурної спадщини та розробки заходів з метою їх збереження[джерело?]. Склав численну фототеку забудови та визначних місць України, Молдови, багатьох країн Європи та Азії. Для забезпечення наукових досліджень зібрав копії матеріалів з архівів України, країн Прибалтики, Російської Федерації, Польщі, Італії[джерело?].

## Праці
Зробив внесок в теорію та історію архітектури та містобудування, розробку державних будівельних норм, термінологію, охорону культурної спадщини, краєзнавство, біографістику[джерело?].
У дисертації «Містобудівна спадщина Луцька (розвиток древнього міста та проблема спадковості)» розробив концепцію спадкового розвитку міста як одну з умов збереження культурної спадщини[джерело?]. Вона застосована під час проектування генеральних планів Луцька, Володимира-Волинського, Полтави, Херсона, Бендер, Тирасполя, Ізмаїла та низки інших населених пунктів, щодо яких ним проведені передпроектні дослідження з визначенням історико-культурного потенціалу, розпланування і забудови, розробкою історико-архітектурних опорних планів і зон охорони пам'яток[джерело?].
Головний архітектор проектів, автор і співавтор майже 30 архітектурно-містобудівних проектів планування, забудови та благоустрою поселень Казахстану й України[джерело?].
Передав для публікації близько 480 наукових праць загальним обсягом понад 670 др. арк. З них опубліковано понад 220 наукових праць, серед яких 9 книжок[джерело?]. Працює над проблемами теорії, історії архітектури та містобудування, а також охорони культурної спадщини.
Книги:
- Колосок Б. В., Мах П. П., Санжаров Л. П. Луцьк: Історико-архітектурний нарис. — К.: Будівельник, 1972. — 60 с. ·
- Колосок Б. В., Якубюк А. М. Луцький історико-культурний заповідник. — К.: Будівельник, 1987. — 94 с. ·
- Колосок Б. В., Метельницький Р. Г. Луцьк. Архітектурно-історичний нарис. — Київ: Будівельник, 1990. — 192 с. ·
- Malinowski M., Kołosok B. Zarys dziejów diecezji Łuckiej oraz katedry św. Piotra i Pawła w Łucku. – Kalwaria Zebrzydowska: Calwarium, 1993. — 96 s.+ 32 s. il. ·
- Колосок Б. В. Ecclesia cathedralis Luceoriensis — Кафедральні споруди Луцька: Історико-архітектурне дослідження. — Білий Данаєць — Остріг: Волання з Волині, 2002. — 224 с.
- Колосок Б. В. Православні святині Луцька / Б. В. Колосок. — К. : Техніка, 2003. — 296 с. : іл. (Нац. Святині України). — Бібліогр.: с. 279—292. ISBN 966-575-151-4 ·
- Колосок Б. В. Римо-католицькі святині Луцька. — К.: Техніка, 2004. — 224 с.: іл. — (Нац. святині України). — Бібліогр.: с. 220—221. ISBN 966-575-107-7
- Історико-культурні дослідження: Васильків, Вінниця, Горлівка, Ізмаїл / НДІ пам'яткоохоронних досліджень ; За ред. Вечерського В. В. ; Відп. за вип. Сердюк О. М. ; Вечерський В. В., Бобровський Т. А., Колосок Б. В., Попельницький О. О. — К., 2011. — С. 96-101. — 276 с. ; 136 іл.
- Центр пам'яткознавства (1991—2010): бібліографічний покажчик. Вип.1. / гол. ред. О. М. Титова, упор.: Титова О. М., Колосок Б. В., Бичковська Г. М. ; Центр пам'яткознавства НАН України і УТОПІК. — Ніжин: Видавництво НДУ імені Миколи Гоголя, 2011. — 164 с. — 10,85 др. арк.
- Колосок Б. Луцьк — пам'ятка архітектури та містобудування: історико-архітектурний нарис / Богдан Віталійович Колосок. — Луцьк: ПВД «Твердиня», 2012. — 124 с. + 16 с. ; іл. ISBN     978-617-517-112-7

## Громадська діяльність
- Член Всесоюзного товариства «Знання» (1963),
- член Спілки архітекторів України (1968),
- член Республіканської асоціації країнознавців (1990),
- дійсний член Українського комітету ICOMOS (1994),
- член Національної спілки краєзнавців України (2009).
- Співзасновник Білоруського громадського об'єднання «Міжнародна Рада пам'яток і пам'ятних місць (ICOMOS)» як поручитель від Українського комітету (2002).
- автор вдосконалень Закону України «Про охорону культурної спадщини» (редакцій 16.12.2004 і 09.09.2010)[джерело?]

Обирався до керівних і дорадчих державних, партійних, громадських органів.
- 1967 р. — Керівник міської секції охорони пам'яток архітектури і членом Правління міського відділення УТОПІК.
- 1968 — Член Спілки архітекторів України. Керівник міської секції охорони пам'яток архітектури Спілки архітекторів УРСР.
- 1977.05.06 — Член Науково-методичної ради Музею народної архітектури та побуту України.
- 1977.06.27 — Член Науково-методичної ради УТОПІК.
- 1980 — Член Республіканського правління УТОПІК.
- 1982—1983 — Заступник голови Республіканського правління УТОПІК (Тронька П. Т.).
- 1990 — Член Республіканської асоціації країнознавців.
- 1992—2015 — Вчений секретар Вченої ради Центру пам'яткознавства НАН України та УТОПІК.
- 1994 — Дійсний член Українського комітету ICOMOS.
- 1999—2015 — Голова профкому Центру пам'яткознавства НАН України та УТОПІК.
- 2002 — Член Експертної комісії Держбуду України з занесення об'єктів культурної спадщини до Державного реєстру нерухомих пам'яток України, Методичної ради Мінрегіонбуд.
- 2004—2010 — Член Експертної комісії Верховної Ради України по внесенні змін в Закон України «Про охорону культурної спадщини».
- 2005—2015 — Член Науково-технічної ради інституту «УкрНДІпроектреставрація».
- 2006 — Член Науково-методичної ради Міністерства будівництва, архітектури та житлово-комунального господарства України. Секція обліку і збереження архітектурно-містобудівної спадщини (З 2010 р. — Міністерство регіонального розвитку, будівництва та житлово-комунального господарства України).
- 2006 — Член Науково-методичної ради з питань охорони культурної спадщини Міністерства культури України (Науково-методичної ради Державної служби з питань національної культурної спадщини України Міністерства культури України).
- 2008 — Член спеціалізованої вченої ради К 26.252.01 Центру пам'яткознавства НАН України та Українського товариства охорони пам'яток історії та культури з часу її заснування.
- 2009 — Член Національної спілки краєзнавців України.
- 2010 — Член Експертної комісії з розгляду питань занесення об'єктів культурної спадщини до Державного реєстру нерухомих пам'яток України.

## Відзнаки
Нагороджений:
- медаллю «За доблестный труд. В ознаменование 100-летия со дня рождения В. И. Ленина»,
- медаллю «В память 1500-летия Киева»,
- медаллю «Ветеран труда».
- Грамотою ЦК ЛКСМУ.
- Почесною грамотою Держбуду України (2003—2006).
- Цінним подарунком з подякою міського голови Києва О. Омельченка за вагомий  особистий внесок у справу збереження історичної та архітектурної спадщини, багаторічну сумлінну працю (19.04.2004).
- Почесною грамотою Міністерства культури України за вагомий особистий внесок у збереження культурної спадщини України та високий професіоналізм (2016).
- Грамотами Президії Правління Волинської обласної організації Українського товариства охорони пам'яток історії та культури і бюро Волинського обласного відділу Спілки журналістів УРСР, Спілки краєзнавців України, Волинської обласної організації Національної спілки краєзнавців України, Всеукраїнського фонду відтворення видатних пам'яток історико-архітектурної спадщини імені Олеся Гончара, Музею народної архітектури та побуту України,
- Отримував неодноразові подяки УТОПІК за багаторічну самовіддану діяльність та високу громадянську позицію у справі охорони культурної спадщини України.

Лауреат:
- архітектурної премії імені Леоніда Маслова (1999, за самовіддану пам'яткоохоронну працю в галузі архітектури, сприяння збереженню і пропаганду архітектурного надбання Волині та особистий творчий внесок в національну скарбницю культури)
- обласної премії імені Олександра Цинкаловського (2011, за вагомий внесок у дослідження, вивчення і популяризацію історико-культурної спадщини Волині)
- перших премій за проекти:
  - «Добудова кінотеатру „Батьківщина“» (1964),
  - «Картинна галерея Обласного краєзнавчого музею в старій частині Луцька» (1968)
- других премій за проекти:
  - «Реконструкція Будинку культури в Луцьку» (1964),
  - «Пам'ятник борцям за радянську владу в Центральному парку культури і відпочинку Луцька» (1966).

Стипендіат фонду Kasa im. Józefa Mianowskiego. Польща. (1998).